# Gypona vernicosa
Gypona vernicosa är en insektsart som beskrevs av Spångberg 1881. Gypona vernicosa ingår i släktet Gypona och familjen dvärgstritar. Inga underarter finns listade i Catalogue of Life.